# La Guàrdia Lada

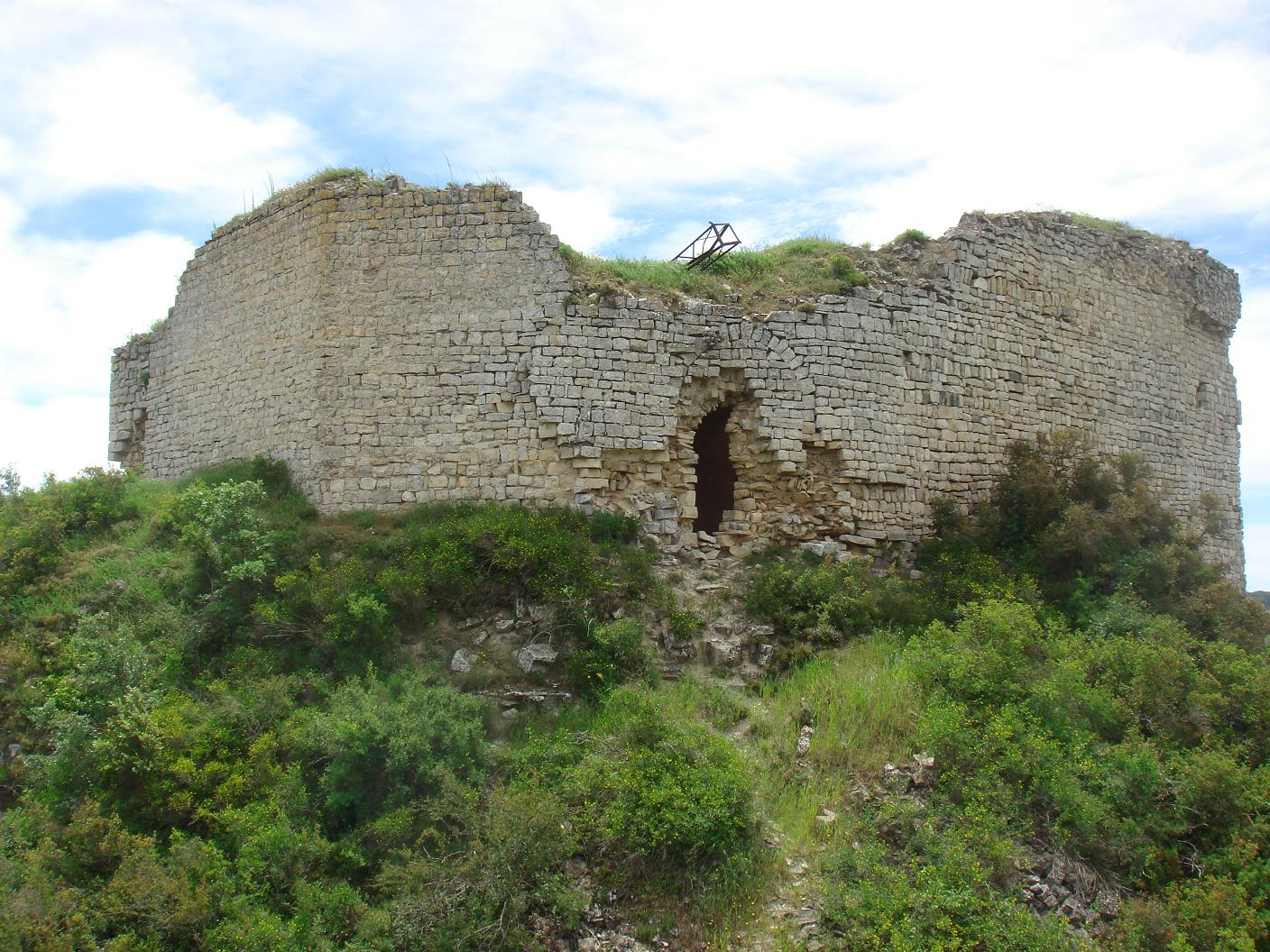
Castell de la Guàrdia Lada

La Guàrdia Lada és una de les poblacions integrades al municipi de Montoliu de Segarra.

## Geografia
El poble es troba dalt d'un turó elevat, a 780 metres d'altitud. Al punt més alt hi trobem el castell de la Guàrdia Lada, d'origen romànic que fou modificat en el segle xv.

## Orígens i història
Dalt del poble trobem el castell de la Guàrdia, documentat ja al primer quart del segle xi. En el Liber feudorum maior, s'esmenta Guardiam Grossam en una delimitació del terme de Cervera. En ell, hi trobem en Bernat de la Guàrdia com a signant.
En el 1075, Hug Dalmau de Cervera i la seva esposa Adalèn, encomanen el castell de Guàrdia Ladaa Guifré Bonfill i a la seva muller Sicarda. Aquests en són els primers castlans coneguts.
Un any més tard, el castell pertany al comte de Barcelona Ramon Berenguer I i el llegà als seus fills bessons Ramon Berenguer II i Berenguer Ramon II.
L'orde de l'Hospital va adquirí en el 1266 els drets sobre els castells de la Guàrdia Lada i Cabestany, gràcies a la cessió que en feu Marquesa, vídua de Guillem de la Guàrdia Lada.
Durant el 1381, el poble tenia 32 focs.
L'any 1382, el gran prior de Catalunya adquirí la plena jurisdicció de la Guàrdia Lada, Cabestany, Torre de l'Albió i Selma, per la quantitat de 1.600 florins que va pagar a l'infant Joan. En aquella època era el gran prior en Guillem de Guimerà.
En fra Pere Joan Saplana, fou comanador de la Guàrdia en el 1451. I com a tal, participà en el braç eclesiàstic de la Generalitat de Catalunya en la guerra contra Joan II.
Durant el 1553, el poble tenia 28 focs.
Davant de Miquel d'Alentorn, cavaller comanador hospitaler de la Guardia Lada, declaren en acte de capbrevació el batlle Joan Calafell i trenta homes, jurats i consellers, veïns del poble, el 15 de desembre de 1587 a casa del mateix batlle.
En el desembre de 1608, la Guàrdia Lada tenia 31 focs. N'era el batlle en Pere Calafell, i jurats, en Joan Roca, en Simon Albi, en Joan Carbonell dit dels masos i en Jaume Pont.
El 25 de desembre de l'any 1687, es reuniren els jurats de la població (en Pere Puig, primer jurat, en Joseph Gavarró, segon jurat, i en Jaume Joan Gassull com a tercer jurat) per decidir els següents càrrecs de l'església per a l'any 1688; Sagristans: Francesch Pont i Simon Albi, Mostassafs: Jaume Thomas i Joan Calafell, Sagristà de Sant Blasi: Blasi Pont, Sagristà de l'Obra: Pere Antoni Roca, Sagristà de Sant Miquel: Los Rossich, Sagristà del Sant Christ: Damià Palou menor, Sagristà de Sant Antoni: Antoni Calafell i per acabar, Sagristà de les Ànimes: Jaume Calafell.
En el 1744, el poble tenia 38 focs.
L'abril de 1773, n'Anton Ninot era el batlle, i en Josep Lluelles regidor. Alhora, tots dos eren pagesos.

## Cases del poble
Per ordre alfabètic:
- Cal Bepo
- Cal Blai
- Cal Carrascle (on existia un restaurant)
- La Casa Nova (antiga Cal Grasset)
- Cal Casanovas
- Cal Catallop
- Cal Colomés
- Cal Coc
- Cal Ferrer
- Cal Fuster
- Cal Garriga
- Cal Gavarró
- Ca l'Isidre (Antiga barberia)
- Cal Isidret
- Cal Magí Roca
- Cal Martí / Cal Martinet
- Cal Marulles
- Cal Mestres
- Cal Niño
- Cal Querol
- Cal Paleta
- Cal Ramon-Xic
- Cal Salat
- Cal Tòfol
- Cal Torrents